# (3864) Søren
(3864) Søren – planetoida z pasa głównego asteroid okrążająca Słońce w ciągu 4 lat i 74 dni w średniej odległości 2,6 j.a. Została odkryta 6 grudnia 1986 roku w obserwatorium astronomicznym w Brorfelde przez Poula Jensena. Nazwa planetoidy pochodzi od Sørena Augustesena, syna Karla Augustesena, kolegi odkrywcy. Przed jej nadaniem planetoida nosiła oznaczenie tymczasowe (3864) 1986 XF.